# Enviva
Enviva ist ein US-amerikanisches Unternehmen aus Bethesda, Maryland. Die Aktie war bis 2024 unter dem Kürzel EVA an der NYSE gelistet. Enviva gilt als größter Hersteller von Industrie-Holzpellets weltweit. Die Pellets werden als Brennstoff für Kraftwerke oder Heizkraftwerke verwendet, häufig als Ersatz oder teilweiser Ersatz für Kohle in Kohlekraftwerken (sogenanntes Cofiring). Für haushaltsübliche Pelletanlagen eignen sich diese Pellets nicht. Schwerpunkt der Produktion ist North Carolina. Die Europäische Union ist der größte Exportmarkt. Enviva sieht sich scharfer Kritik ausgesetzt, durch systematische Verschleierung der Auswirkungen auf die Wälder in den Produktionsgebieten Greenwashing zu betreiben. Größter Aktionär von Enviva ist das US-amerikanische Investmentunternehmen Riverstone Holdings, das zugleich Mehrheitseigentümer des Kraftwerksbetreibers Onyx Power ist (von Engie übernommen: Kraftwerk Rotterdam, Kraftwerk Farge, Kraftwerk Wilhelmshaven, Kraftwerk Zolling).

## Geschichte
Enviva wurde 2004 in den USA gegründet. Seitdem wurden neun Produktionsanlagen in den sechs US-Bundesstaaten North Carolina, South Carolina, Mississippi, Florida, Virginia und Georgia eröffnet. An den 9 US-amerikanischen Standorten bestehen laut unternehmenseigener Angaben Produktionskapazitäten für jährlich knapp 5,4 Mio. metrische Tonnen Pellets. Durch die Einstufung von Holz als klimaneutralem Energieträger konnte das Unternehmen schnell wachsen. In Folge des russischen Überfall auf die Ukraine 2022 steigende Preise für fossile Energie führten zu einem weiteren Wachstumssprung. Im März 2024 meldete Enviva Insolvenz an.

## Kritik

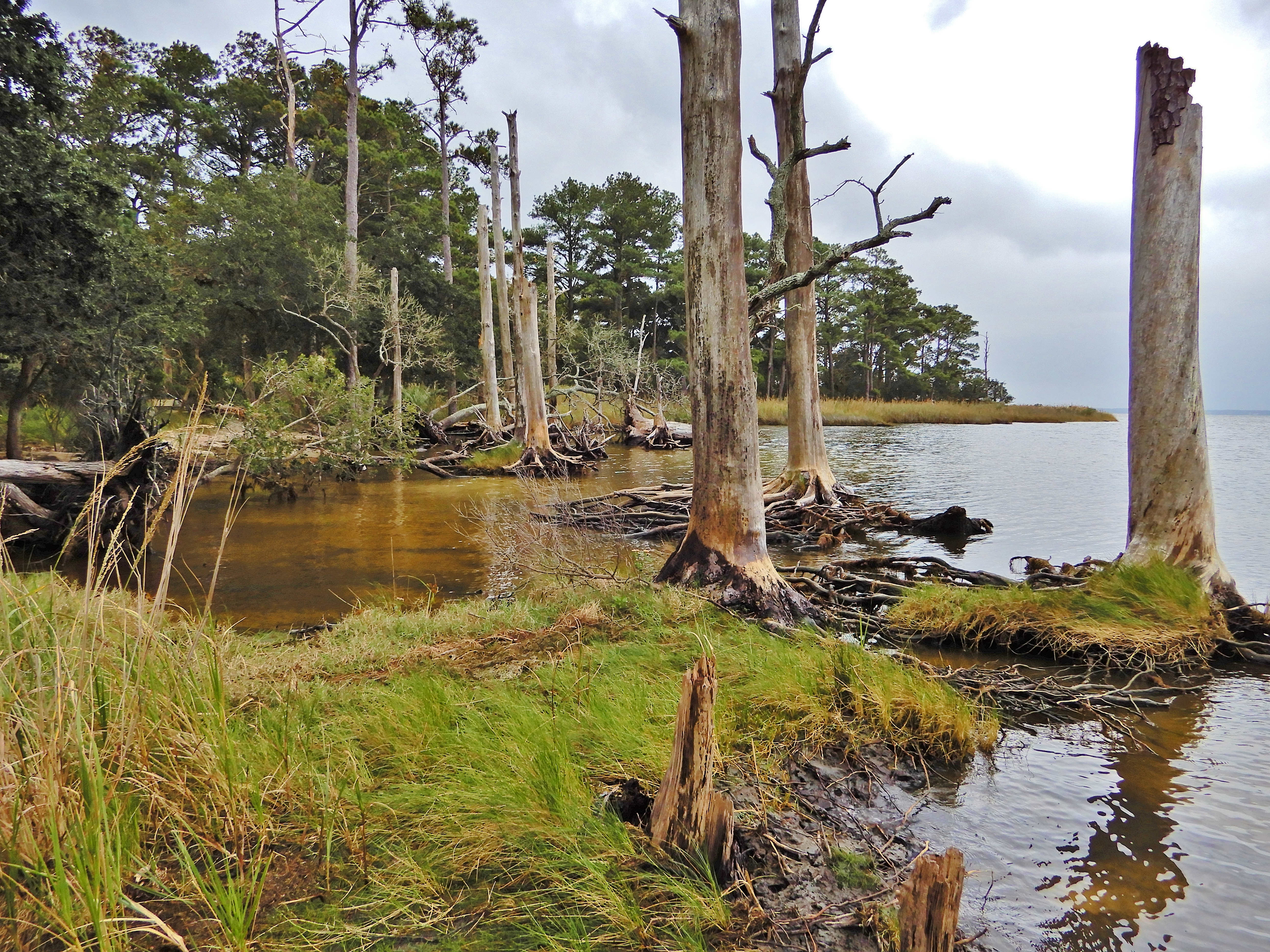
Mangrovenwald an der Küste North Carolinas

Enviva wird vorgeworfen, selbst die eigenen Nachhaltigkeitsanforderungen zu verletzten. So zeigte eine Studie des Southern Environmental Law Center, dass der Bestand an besonders wertvollem alten Laubwald im Einzugsgebiet der Werke in North Carolina signifikant sinkt. Bereits 2019 sollen knapp 1900 Hektar Waldfläche verschwunden sein. Entgegen der Unternehmensdarstellung würde oft nicht Holzabfall verarbeitet, sondern intakter Wald gerodet. Zugesagte Wiederaufforstung fände oft nicht statt. Selbst dort wo wieder gepflanzt wird, entstünde eine minderwertige Monokultur schnell wachsender Nadelbäume. Diese sei anfälliger für Naturkatastrophen und Schädlinge. Auch könne sie die verloren gegangene Biodiversität nicht ersetzen. Die im EU-Recht festgelegte Klimaneutralität sei zudem ungerechtfertigt, da es selbst unter optimalen Annahmen 25 Jahre dauere, bis das freigesetzte Kohlenstoffdioxid durch nachwachsendes Holz kompensiert würde.
Sowohl bei der Herstellung der Holzpellets als auch bei deren Verbrennung werden Schadstoffe freigesetzt, insbesondere gesundheitsschädlicher Feinstaub. Bei den Anwohnern in der Nähe der Produktionsstätten ist das Risiko, an Asthma zu erkranken, nachweisbar erhöht. Betroffen sind insbesondere Kinder.